# Laguenne
Laguenne is een plaats en voormalige gemeente in het Franse departement Corrèze (regio Nouvelle-Aquitaine) en telt 1453 inwoners (1999). De plaats maakt deel uit van het arrondissement Tulle. Laguenne is op 1 januari 2019 gefuseerd met de gemeente Saint-Bonnet-Avalouze tot de gemeente Laguenne-sur-Avalouze. 

## Geografie
De oppervlakte van Laguenne bedraagt 7,0 km², de bevolkingsdichtheid is 207,6 inwoners per km².
De onderstaande kaart toont de ligging van Laguenne met de belangrijkste infrastructuur en aangrenzende gemeenten.

## Demografie
Onderstaande figuur toont het verloop van het inwonertal (bron: INSEE-tellingen).